# Brdy (zona militar)
Brdy es una cadena montañosa utilizada en parte como zona militar especial por las Fuerzas Armadas de la República Checa. La zona militar de entrenamiento, se encuentra geográficamente dentro del Distrito de Příbram, en Región de Bohemia Central. Es una zona reservada utilizada por el Ejército checo, está ubicada en el sector occidental del distrito, limita con el Distrito de Rokycany, en la región de Pilsen, estadísticamente se considera  que tiene varios municipios, tiene un escudo heráldico, símbolos propios y un código estadístico propio. La zona tiene una población residente permanente, aunque la población es mínima, no tiene órganos administrativos propios y el área es administrada directamente por un comandante del Ejército checo.

## Historia
La historia del distrito militar de Brdy se puede dividir en el período anterior a 1989 y el período posterior a ese año. En la década de 1920, las pruebas de la artillería comenzaron a aumentar y el gobierno checo decidió mediante una resolución establecer una zona militar en Brdy. Debido a la ampliación del polígono de tiro, en 1940 los residentes de 11 pueblos fueron desalojados. En la década de 1950, el área se convirtió en un distrito militar y continuó expandiéndose hasta 1989. Después de ese año, se llevaron a cabo ejercicios militares en el lugar y se iniciaron discusiones sobre su abolición y la distribución del territorio entre los municipios circundantes.